# Carabus montivagus
Carabus montivagus је црна буба из реда тврдокрилаца и породице трчуљака (Carabidae). Настањује Албанију, Бугарску, Грчку, Северну Македонију, Србију, Црну Гору, Босну и Херцеговину, Хрватску, Словенију, Румунију, Мађарску, Словачку и Италију.
Постоји већи број забележених подврста:
- blandus I. Frivaldszky von Frivald, 1865
- bulgaricus Csiki, 1927
- goljensis Born, 1910
- illyricus Kraatz, 1880
- illyriensis Gehin, 1885
- kalofirensis Apfelbeck, 1904
- leonhardi Born, 1904
- medius Vacher de Lapouge, 1908
- montivagus Palliardi, 2825
- ponticus Apfelbeck, 1904
- rosalitanus Apfelbeck 1904
- sutomorensis Reitter, 1885
- vellepiticus Hampe, 1850[2]